# Confluence (software)
 Confluence è una piattaforma collaborativa sviluppata da Atlassian. È scritta in Java ed è stata pubblicata per la prima volta nel 2004. Confluence Standalone viene fornita con un server web Tomcat integrato e un database hsql; supporta anche altri database.
La società commercializza Confluence come software aziendale, concesso in licenza come software in locale o come servizio eseguito su AWS.

## Storia
Atlassian rilasciò Confluence 1.0 il 25 marzo 2004, affermando che il suo scopo era quello di produrre "un'applicazione costruita secondo i requisiti di un sistema di gestione della conoscenza aziendale, senza perdere la semplicità essenziale e potente del wiki nel processo".
Nelle ultime versioni, Confluence è diventato parte di una piattaforma di collaborazione integrata ed è stato adattato per funzionare in congiunzione con Jira e altri software Atlassian, tra cui Bamboo, Clover, Crowd, Crucible e FishEye.
Nel 2014, Atlassian ha rilasciato Confluence Data Center per aggiungere disponibilità elevata con bilanciamento del carico tra i nodi in una configurazione cluster.

## Analisi
Il libro Social Media Marketing for Dummies nel 2007 considerava Confluence un "software sociale aziendale emergente" che "stava diventando un player affermato". Wikis for Dummies lo ha descritto come "uno dei wiki più popolari in ambito aziendale", "facile da configurare e utilizzare" e "un'eccezione alla regola" che le funzionalità di ricerca del software wiki non funzionano bene.
eWeek ha citato nel 2011 nuove funzionalità nella versione 4 come la formattazione automatica e l'autocompletamento, wiki e WYSIWYG unificati, notifiche sui social network e integrazione drag and drop dei file multimediali. I casi d'uso comprendono la comunicazione aziendale di base, gli spazi di collaborazione per lo scambio di conoscenze, i social network, la gestione delle informazioni personali e la gestione dei progetti. Il quotidiano tedesco Computerwoche di IDG Business Media lo mette a confronto con Microsoft SharePoint e lo trova "un buon punto di partenza" come piattaforma per la collaborazione di social business, mentre SharePoint è più adatto alle aziende con processi più strutturati.
Confluence include l'impostazione di modelli CSS per gli stili e la formattazione di tutte le pagine, incluse quelle importate dai documenti Word. La ricerca integrata consente di eseguire query in base alla data, all'autore della pagina e al tipo di contenuto, ad esempio la grafica.
L'applicazione ha componenti aggiuntivi per l'integrazione con formati standard, con un'API programmabile flessibile che consente l'espansione. Nel contesto aziendale, il software è importante come strumento di contorno per gli ambiti connessi ad attività nell'issue tracker Jira.

## Interruzione del supporto al markup wiki
Nel 2011, a partire dalla versione 4.0, Confluence ha terminato il supporto al linguaggio di markup wiki. Ciò ha portato a una discussione a tratti accesa da parte di utenti di alcune versioni precedenti che si sono opposti al cambiamento. In risposta, Atlassian ha fornito un editor di codice sorgente come plugin, che consente agli utenti esperti di modificare l'origine del documento basata su XHTML. Tuttavia, sebbene il nuovo markup di origine sia basato su XHTML, non ne è del tutto conforme.
Ad ogni modo, il markup wiki può essere digitato nell'editor e la funzione di autocompletamento e formattazione automatica di Confluence converte il markup wiki nel nuovo formato. Dopo la conversione in tempo reale, il contenuto non può più essere modificato come markup wiki.

## Sicurezza
I dati di Confluence Cloud vengono crittografati sia in transito che in deposito.

## Limitazioni
Due pagine non possono avere lo stesso titolo all'interno dello stesso spazio dei nomi, anche se hanno genitori diversi. Ciò potrebbe rivelarsi scomodo se si volesse destinare Confluence a documentazioni con titoli ripetitivi.
Non esiste un modo standard per aggiungere didascalie alle immagini, ci sono solo soluzioni alternative.